# Archidekanat dla krajów: bratysławskiego, trnawskiego, trenczyńskiego i nitrzańskiego
Archidekanat dla krajów: bratysławskiego, trnawskiego, trenczyńskiego i nitrzańskiego – prawosławny archidekanat w eparchii preszowskiej Kościoła Prawosławnego Czech i Słowacji. Siedzibą archidekanatu jest Bratysława.
W skład dekanatu wchodzi 11 parafii:
- Parafia w Bánovcach nad Bebravou
- Parafia w Bojnicach
- Parafia św. Mikołaja w Bratysławie
- Parafia św. Dymitra w Brezovej pod Bradlom
- Parafia Poczajowskiej Ikony Matki Bożej i Świętych Cyryla i Metodego w Holíču[1]
- Parafia Wprowadzenia do Świątyni Przenajświętszej Bogurodzicy w Komárnie
- Parafia Świętych Siedmiopoczetników w Nitrze
- Parafia św. Nowomęczennicy Elżbiety w Pieszczanach
- Parafia w Prievidzy
- Parafia w Topolczanach
- Parafia Świętej Trójcy w Trnawie